# Vítebsk
Vítebsk o Vítsiebsk (en bielorruso: Ві́цебск) es una ciudad subprovincial del noreste de Bielorrusia, capital de la provincia y del raión homónimos sin formar parte de este último.

## Historia
La ciudad fue fundada, según la Crónica de Michael Brigandine de 1760, en el año 974 por la princesa Olga de Kiev, en torno a algunos de los asentamientos más antiguos del este de Europa, tal y como lo corroboran investigaciones arqueológicas tras hallar restos de asentamientos de tribus bálticas en la zona. Hay otras versiones que hablan de una posible fundación en el año 914 o 947, siendo esta última fecha defendida por el académico Boris Rybakov y el historiador Leonid Alekseyev.
Se constituyó a orillas del río Daugava. En el siglo IX, los asentamientos eslavos de la unión tribal de los Krivich reemplazaron a los pobladores originales. Las primeras menciones sobre la ciudad aparecen en las crónicas del año 1021. Por su enclave, llegó a convertirse en un lugar importante en la ruta comercial entre los varegos y los griegos, y a finales del siglo XII en un centro comercial a la vez que en el centro de un principado independiente, siguiendo a Polotsk y, en ocasiones, a los príncipes de Smolensk y Kiev.
En los siglos XII y XIII, Vitebsk funcionó como capital del Principado de Vitebsk, un principado que prosperó en el cruce de las rutas fluviales entre los mares Mar Báltico y Mar Negro. En 1320 la ciudad fue incorporada al Gran Ducado de Lituania como dote de la Princesa María, la primera esposa del Gran Duque de Lituania Algirdas. En 1351 la ciudad había erigido un castillo de piedra, el palacio del príncipe. En 1410, Vitebsk participó en la batalla de Grunwald. 
En el siglo XVI, concretamente en 1569, pasó a formar parte de la República de las Dos Naciones. En 1597 la gente de Vitebsk recibió el privilegio de los derechos de Magdeburgo. Sin embargo, los derechos fueron retirados en 1623 después de que los ciudadanos se rebelasen contra la Unión de Brest impuesta y matasen al arzobispo Josafat Kuncewicz de Polotsk. La ciudad fue destruida casi por completo en 1708, durante la Gran Guerra del Norte. En la Primera Partición de Polonia en 1772, el Imperio Ruso anexionó Vitebsk a sus territorios.
Antes de la Segunda Guerra Mundial, Vitebsk tenía una población judía significativa: según el censo ruso de 1897, de la población total de 65 900 habitantes, los judíos constituían 34 400 (alrededor del 52 % por ciento).
En 1919, Vitebsk fue proclamada parte de la República Socialista Soviética de Bielorrusia (de enero a febrero de 1919), pero pronto fue transferida a la República Socialista Federativa Soviética de Rusia y más tarde a la efímera República Socialista Soviética Lituano-Bielorrusa (de febrero a julio de 1919). En 1924 fue devuelta a la República Socialista Soviética de Bielorrusia.
Durante la Segunda Guerra Mundial, la ciudad quedó bajo la ocupación alemana nazi (11 de julio de 1941 - 26 de junio de 1944). Gran parte de la ciudad antigua fue destruida en las batallas subsiguientes entre los alemanes y los soldados del Ejército Rojo. La mayoría de los judíos locales perecieron en la masacre del gueto de Vitebsk en octubre de 1941. Los soviéticos recuperaron la ciudad durante la ofensiva de Vitebsk-Orsha de 1944.

## Monumentos
La ciudad cuenta con uno de los edificios más antiguos del país: la Iglesia de la Anunciación. Este magnífico edificio de seis pilares se remonta al período del Rus de Kiev, ya que la ciudad en ese momento era pagana y no pertenecía a la Iglesia Ortodoxa Ucraniana, a la Iglesia Ortodoxa Rusa o al estado del Rus de Kiev. Fue construida en la década de 1140 como una iglesia pagana, reconstruida en los siglos XIV y XVII como Iglesia católica, reparada en 1883 y destruida por la administración comunista en 1961. La iglesia estuvo en ruinas hasta 1992, cuando fue restaurada a su posible apariencia original.
Igualmente, se destruyeron iglesias del período polaco-lituano, aunque se reconstruyó la Iglesia de la Resurrección (1772-1777). La catedral ortodoxa, dedicada a la intercesión de la Theotokos, fue erigida en 1760. También están el ayuntamiento (1775); el Teatro Académico Estatal de Bielorrusia Yakub Kolas, que es uno de los más antiguos del país; el palacio del gobernador ruso, donde Napoleón celebró su 43 cumpleaños en 1812; la catedral católica neorrománica (1884-1885); y un obelisco que conmemora el centenario de la victoria rusa sobre Napoleón.
Vitebsk también alberga una torre de televisión de acero enrejado que lleva una cruz horizontal en la que se fija el mástil de la antena. Esta torre, que es casi idéntica a la de Grodno, pero unos metros más corta (245 metros en Vitebsk frente a 254 metros en Grodno) se completó en 1983.
Desde 1994 la ciudad cuenta con un museo dedicado a la obra de su pintor más reconocido internacionalmente, Marc Chagall, quien llegó a ejercer como Jefe máximo de las Bellas Artes de Vítebsk.

## Deporte
- FC Vitebsk juega en la Liga Premier de Bielorrusia y su estadio es el Vitebsk CSK, también juega la Copa de Bielorrusia.
- FC Vitebsk-2 es el equipo reserva de FC Vitebsk y desaparecido en 2014.
- FC Lokomotiv Vitebsk juega en la Segunda División de Bielorrusia.

## Ciudadanos famosos
- Marc Chagall, pintor francés de origen bielorruso.
- Tanya Dziáhileva, modelo bielorrusa.
- Serguéi Liajóvich, boxeador bielorruso.
- Carl Anton von Meyer, botánico, pteridólogo y explorador.
- Anna Missuna, geóloga.
- Rita Turava, atleta bielorrusa.
- Aleksandr Vitkó, vicealmirante de la Armada de Rusia.
- Immanuil Velikovski, investigador independiente.
- Sofia Kovalévskaya, matemática rusa.

## Ciudades hermanadas
- Fráncfort del Oder
- Smolensk[3]
- Pskov
- Samara
- Stúpino
- Nienburg
- Jaskovo
- Daugavpils
- Rēzekne
- Bălți
- Zielona Góra